# Алькантара (матеріал)
Алькантара — оздоблювальний матеріал, також відома як штучна замша. Матеріал запатентований і виробляється італійською компанією Alcantara SpA.
Алькантара володіє унікальними властивостями, такими як висока зносостійкість і еластичність, стійкість до ультрафіолету та температурних перепадів, м’яка і шовковиста текстура, гіпоалергенність та відсутність неприємних запахів, а також легка обробка і можливість ремонту.